# Jesús del Muro
José de Jesús del Muro López (Guadalajara, 30 de novembro de 1937 – Cidade do México, 3 de outubro de 2022) foi um futebolista mexicano que competiu nas Copa do Mundo FIFA de 1958, 1962 e 1966.